# Sanghen
Sanghen település Franciaországban, Pas-de-Calais megyében. Lakosainak száma 327 fő (2022. január 1.). Sanghen Licques, Alembon, Colembert, Herbinghen és Nabringhen községekkel határos.

## Népesség
A település népessége az elmúlt években az alábbi módon változott:
| Lakosok száma | 297  | 311  | 322  | 329  | 341  | 349  | 351  | 339  | 327  |
|               | 2013 | 2015 | 2016 | 2017 | 2018 | 2019 | 2020 | 2021 | 2022 |